# Українці Катару
Українці Катару — особи з українським громадянством або національністю, які перебувають на території Держави Катар. Лише на в середині 2010-х років було зорганізовано українську діаспору в окрему спілку.

## Історія
Переселення українців до Катару було спричинено безробіттям в Україні, почалося з кінця 1990-х років. Розмаху набуло в 2010-ті роки. Здебільшого приїжджає молодь, щоб заробити гроші або використати цю країну як трамплін для подальшої міграції. Здебільшого українці працюють в готелях на рецепшені, у брендових продажах, сфері нерухомості, туризмі, в салонах краси і ресторанах, в аерофлоті.
На 2019 рік нараховується близько 500 осіб, більшість з яких мешкає в Досі. Втім підрахунок ускладнює постійна зміна кількості української громади, представники якої перебираються до інших країн.

## Організації
Тривалий часу не існувало української громади в ОАЕ, всі українці осідали в СНД-шних сервісах і спільнотах. Після російської анексії Криму у 2014 році відбувся ментальний розкол між українцями і росіянами, як власниками СНД-шних і російськомовних сервісів. З цього моменту почалося організаційне формування української громади. У березні 2014 року з'явилась перша група у Facebook «Українське товариство в Катарі».
Осередком української громади стало Посольство України в Катарі. Тут проводять акції на підтримку України, вшанування жертв Голодомору, зустрічі з українськими митцями й спортсменами, діяє субботня українська школа.